# 文綺華
文綺華（葡萄牙語：Maria Helena de Senna Fernandes，1966年—），為澳門特別行政區政府旅遊局局長。精通於廣東話、普通話、英語、葡語、法語和日語。

## 生平
1966年出生於澳門，在中學畢業後，於1987年，畢業於澳門東亞大學（澳門大學前身）並取得工商管理學士學位，同時也取得國際銀行獎學金，便在銀行工作為期一年實習；1988年，委任為前身政府旅游司推廣廳；1992年，委任為廳長助理，1994年委任為廳長，1998年委任為副局長。
到了2012年12月26日，文綺華於澳門旅遊活動中心舉行，宣誓就職於澳門特別行政區政府旅遊局局長委任，主禮包括澳門特別行政區政府社會文化司前司長張裕，此外，文綺華為現時勳章獎章和獎狀提名委員會、澳門格蘭披治大賽車委員會、旅遊發展委員會、旅遊危機處理辦公室及會展業發展委員會委員。
2016年5月21日，文綺華於美國關島，獲選為亞太旅遊協會2016年年度峰會的亞太旅遊協會執行理事會具投票權成員。